# Вашингтон-Парк (Іллінойс)
Вашингтон-Парк (англ. Washington Park) — селище (англ. village) в США, в окрузі Сент-Клер штату Іллінойс. Населення — 2592 особи (2020).

## Географія
Вашингтон-Парк розташований за координатами 38°37′41″ пн. ш. 90°5′33″ зх. д. / 38.62806° пн. ш. 90.09250° зх. д. (38.627980, -90.092413).  За даними Бюро перепису населення США в 2010 році селище мало площу 6,82 км², уся площа — суходіл.

## Демографія
Згідно з переписом 2010 року, у селищі мешкало 4196 осіб у 1171 домогосподарстві у складі 806 родин. Густота населення становила 616 осіб/км².  Було 1677 помешкань (246/км²).
Расовий склад населення:
| - 86,1 % — чорних або афроамериканців - 11,2 % — білих - 0,2 % — корінних американців - 0,1 % — азіатів - 1,3 % — осіб інших рас |

До двох чи більше рас належало 1,0 %. Частка іспаномовних становила 2,7 % від усіх жителів.
За віковим діапазоном населення розподілялося таким чином: 24,3 % — особи молодші 18 років, 67,6 % — особи у віці 18—64 років, 8,1 % — особи у віці 65 років та старші. Медіана віку мешканця становила 32,9 року. На 100 осіб жіночої статі у селищі припадало 131,2 чоловіків;  на 100 жінок у віці від 18 років та старших — 143,1 чоловіків також старших 18 років.
Середній дохід на одне домашнє господарство  становив 30 514 долари США (медіана — 26 136), а середній дохід на одну сім'ю — 33 830 доларів (медіана — 30 000). Медіана доходів становила 31 528 доларів для чоловіків та 27 386 доларів для жінок. За межею бідності перебувало 41,8 % осіб, у тому числі 61,9 % дітей у віці до 18 років та 6,4 % осіб у віці 65 років та старших.
Цивільне працевлаштоване населення становило 985 осіб. Основні галузі зайнятості: освіта, охорона здоров'я та соціальна допомога — 29,8 %, мистецтво, розваги та відпочинок — 13,5 %, транспорт — 11,5 %, будівництво — 9,8 %.